# Cross Towers
Cross Towers is een kantoorgebouw in deelgebied Vivaldi van het Amsterdamse zakendistrict Zuidas. Het ligt aan de Antonio Vivaldistraat op slechts enkele tientallen meters afstand naast de A10. Het gebouw is het onderkomen voor de zakelijke dienstverlener Ernst & Young.
Het gebouw heette ten tijde van de opening nog Drentestaete III. Vanwege de zilverkleurige diagonale dwarsbalken op de gevel is het gebouw erg herkenbaar. Van een afstand lijken het gestapelde kruizen, waardoor Cross Towers een veel gebruikte bijnaam werd. Deze naam is later officieel gemaakt.
Van boven gezien heeft het gebouw de vorm van een H met ongelijke poten. Door deze speciale vorm valt er zo veel mogelijk daglicht naar binnen, wat het gebouw tien procent zuiniger maakt dan de eis voor nieuwe kantoren in Nederland. Het gebouw is ook op andere plekken zo duurzaam mogelijk ontworpen, met onder meer 'intelligente' energiezuinige liften, een groen dak en aparte regenwateropvang waarvan 65 procent in het gebouw zelf gebruikt wordt.
De bouw liep enige vertraging op nadat de parkeergarage instortte en door stormschade aan de gevelpanelen. De totale vertraging was in totaal meer dan 6 maanden.

## Fotogalerij

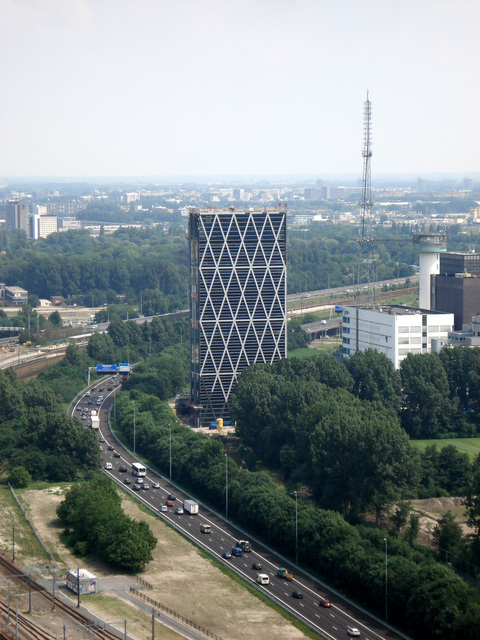
Vanaf WTC toren H
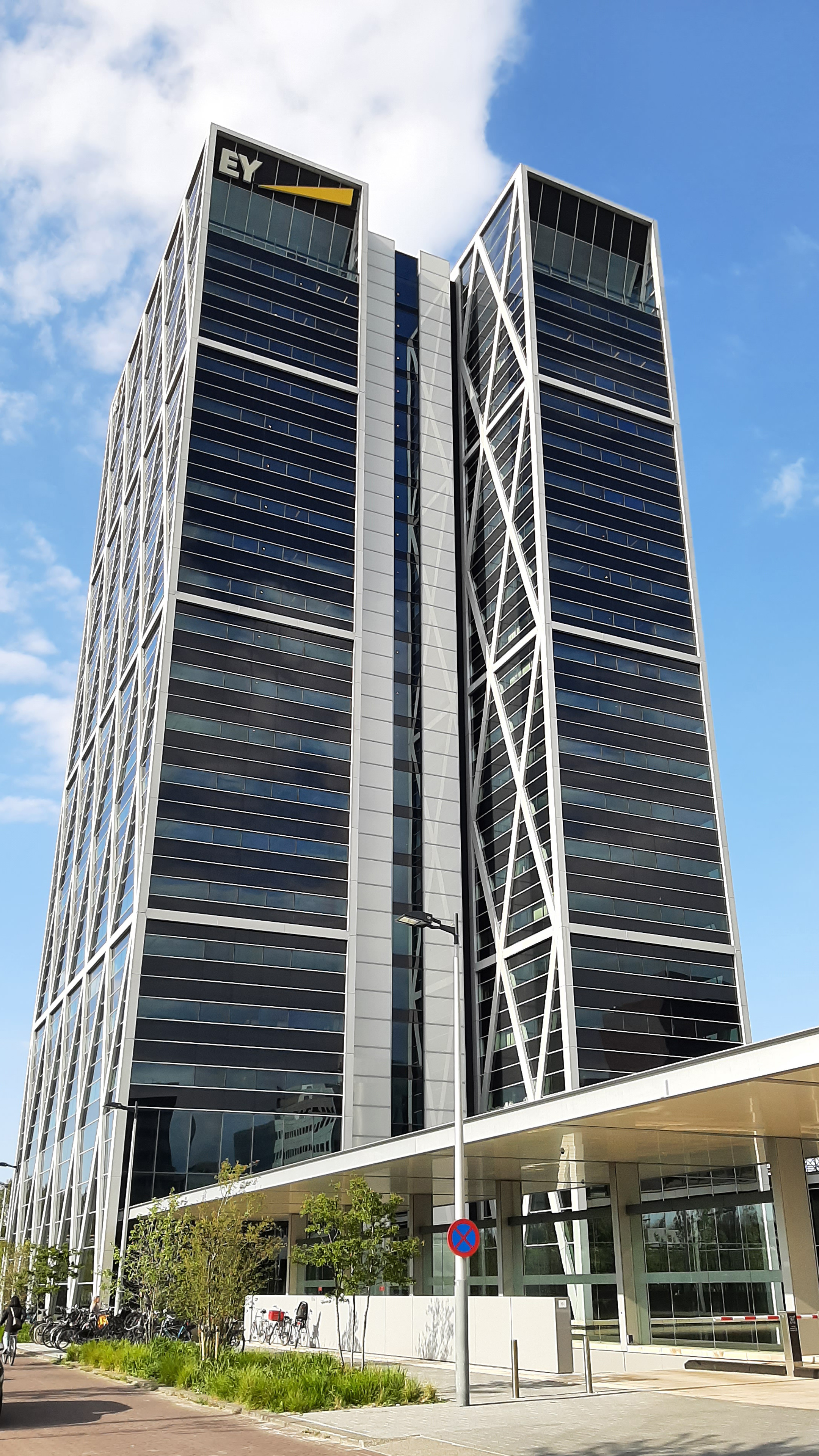
In mei 2021
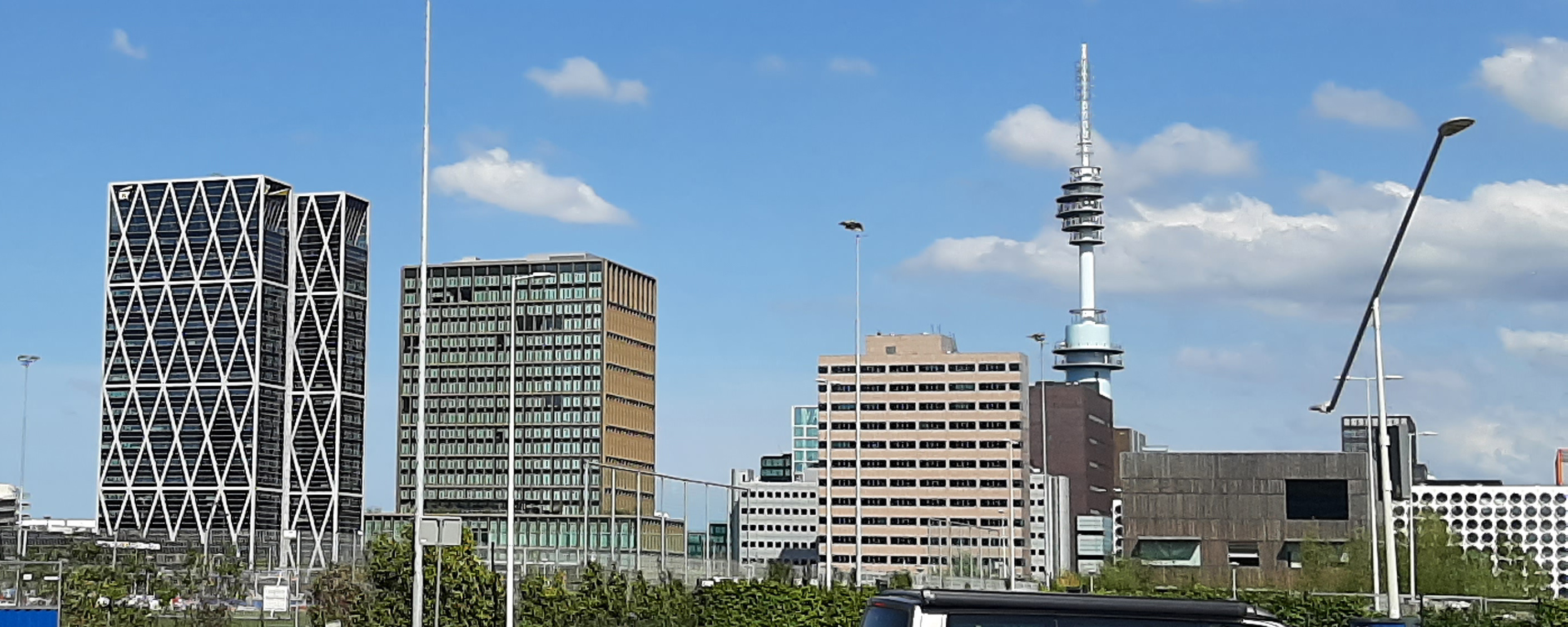
Samen met de andere gebouwen van het Zuidasdeelgebied Vivaldi